# Paris (Idaho)
Paris ist eine City  und County Seat des Bear Lake County im US-Bundesstaat Idaho.

## Geographie
Der Ort bedeckt eine Fläche von 9,1 km² (3,5 mi²), davon sind 0,1 km² Wasserflächen.

## Geschichte
Der Ort wurde am 26. September 1863 von Mormonen besiedelt. Im Jahre 1889 errichteten sie aus Sandstein eine Kirche.

## Demographie
Das US Census Bureau hat bei der Volkszählung 2020 eine Einwohnerzahl von 541 ermittelt.

### Altersstruktur
| Bevölkerung | Jahre   | Anteil  |
| ----------- | ------- | ------- |
| unter       | 18      | 30,70 % |
| von         | 18 – 24 | 7,60 %  |
| von         | 25 – 44 | 21,10 % |
| von         | 45 – 64 | 24,50 % |
| über        | 65      | 16,10 % |

- Das durchschnittliche Alter beträgt 38 Jahre.